# Ricardo Bernardo
Ricardo Bernardo López (Solares, Cantabria, 17 de julio de 1897 - Marsella, Francia, 12 de noviembre de 1940) fue un pintor español integrado en los movimientos de vanguardia anteriores a la guerra civil española (llamadas «vanguardias históricas»). Perteneció al colectivo de artistas que fueron silenciados y en casos eliminados por el franquismo como consecuencia de su compromiso con la II República.
Su pintura evolucionó desde el tradicionalismo de carácter costumbrista de su juventud; pasando por un periodo de formación que coincide con su estancia en París y Cuba, con una especial preocupación por el dibujo; hasta alcanzar la madurez pictórica en la que, con un estilo personal, simplifica formas y colores.

## Biografía
Nace el 17 de julio de 1897, en Solares (Cantabria). Sus padres Rafael Bernardo Lastra (natural de Solares) y Rufina Pérez Portilla (natural de Ibio), vivían en el momento de su nacimiento de un próspero establecimiento de bebidas. Fue el cuarto hijo de seis hermanos (Manuel, María, Rafael, José Carlos, Julio y el propio Ricardo) y siempre se sentirá especialmente unido a su hermana María. 

### Infancia y juventud
Estudia primaria en la Escuela Nacional de Valdecilla, quedándonos de esta época (Bernardo cuenta diez años) dos cuadernos de dibujo donde muestra ya sus aptitudes. Cuando solo cuenta doce años, aparece en la prensa un artículo sobre él en el que se elogian sus pinturas tomadas del natural, sus retratos y una copia de La fragua de Vulcano de Velazquez. Se conservan algunas de estas sus primeras obras, principalmente copias de diversos clásicos: Los borrachos de Velazquez, El sueño de Jacob de Ribera, La familia de Carlos IV de Goya...
En 1910, tras conseguir una beca de la Diputación de Cantabria, ingresa en la Academia de Bellas Artes de San Fernando donde toma clases, entre otros, de Muñoz Degraín, catedrático de paisajes, apreciándose su influencia en los paisajes con aire romántico de su primera etapa. Esther López encontró documentación en la Academia relativa a Bernardo en los cursos 1912-1913, 1914-195 y 1917-1918, curso, este último, en el que abandona la Academia sin que se conozcan las causas.
Regresa a Santander donde comienza su carrera artística. El 2 de febrero de 1918 expone por primera vez en el Ateneo, repitiendo en agosto en una exposición colectiva junto a Solana, Gerardo Alves, Flavio San Román y otros. También participa en otras exposiciones, cabe destacar su participación en la Exposición General del Ateneo de Madrid que ese año se celebra en Santander. El 23 de octubre de 1919 expone por segunda vez en solitario nuevamente en el Ateneo, y nuevamente con éxito de público y crítica: "Es evidente, por las críticas recogidas en los periódicos, que las obras que Ricardo exhibió, no solo fueron bien acogidas, sino que revolucionaron al público santanderino, llegando a ser designado como "el Pereda del lienzo".

### 1920-1924
El 23 de mayo de 1920 llega a París con el ánimo de entrar en contacto con las nuevas tendencias pictóricas que en aquel tiempo pasaban necesariamente por la capital francesa. Va con una beca de la Diputación de Santander y su primera actividad fue visitar el Salón de Artistas Franceses.
Sin demasiados datos sobre su estancia en París, se sabe que entró en contacto con los pintores Beltrán Masses y Sert; también, que le sobrevino una enfermedad y que como consecuencia de ella cayó en un estado depresivo, apartándole de su labor artística durante un tiempo. Repuesto, realiza, principalmente, numerosos desnudos que no conserva por no satisfacerle y de los que hoy nos queda la Venus morena, "mórbida y llena de tristeza y lujuria según sus propias palabras". Simultáneamente, figura como expositor en la Exposición Nacional de Bellas Artes celebrada en el Palacio de Exposiciones del Retiro de Madrid el verano de 1920.
En 1921 regresa a España y, por unos meses, se encierra en Ibio, ciudad natal de su madre. Allí pinta y se documenta sobre arte y tendencias artísticas. Su amigo Pedro Lorenzo se encarga de suministrarle libros, colores y hasta una cámara fotográfica que Bernardo le solicita. 
Hasta 1924 que viaja a Cuba, pasa por Madrid, sus alrededores (El Paular) y Segovia. En esta época su actividad pictórica es intensa. En 1923 regresa a Ibio para preparar la exposición que tendrá lugar en La Habana y que él denomina Las cosas americanas. Durante los primeros meses de 1924 sigue preparando la exposición instalado en Laredo.
Su viaje a Cuba es fundamental en su trayectoria pictórica, de él volverá con nuevas ilusiones y una nueva visión sobre su trabajo, con la intención de realizar una pintura personal y sin concesiones. El 19 de mayo expone en el Salón de Bellas Artes de La Habana con éxito de crítica y público, haciéndose eco de ello la prensa local. Al éxito le suceden los encargos: "Trabajo intensamente y con más alegría, pues veo la perspectiva futura. Ya podré volcarme en mis nuevas obras. Pintaré lo que me interese y donde me interese, sin concesiones de ningún género". A finales de 1924 regresó a España.

### 1925-1929
El 1 de abril de 1925 llega a España y es recibido con entusiasmo por la prensa santanderina, entusiasmo que no se mantendrá en la presentación de sus nuevas obras, que no consiguen la acogida favorable de su anterior trabajo. Los siguientes años participa en diversas colectivas, entre las más notables, la I Exposición de la Sociedad de Artistas Ibéricos en Madrid, y con dos lienzos en la Nacional de Bellas Artes de 1926, año en el que mueren su padre y su hermana María. 
También, son años en los que vive en la estrechez económica. Viene y va de Madrid a diversos puntos de Cantabria, Comillas, Castro Urdiales, el propio Santander,... y sus estados depresivos se suceden, "No tengo humor para nada. La vida es algo odioso. ¿Cuándo podrá sonreír una de mis cartas? Creo que nunca".
En 1928 y 1929 las exposiciones se suceden (Exposición de Artistas Montañeses en el Ateneo de Santander, Primera Exposición de Pintura y Escultura de Castilla y León, en Santillana del Mar) y a su labor pictórica se suma la de crítico de arte y dibujante e ilustrador de libros. En 1930 pasa unos meses en Mojácar, allí pinta una amplia serie de paisajes con el pueblo, sus calles y sus casas como protagonistas.

### 1930-1936
El 14 de agosto de 1930 se afilia al Partido Republicano Radical Socialista con el carnet N.º 1, en 1931 participa activamente en la campaña de las municipales que provocaría la caída de la monarquía y promulgación de la Segunda República Española y en noviembre ingresa, con el sobrenombre "Rousseau", en una lógia masónica.
Estos años son de especial significado en su vida personal: el 2 de noviembre de 1931 se casa con Carmen Ganza Muñiz, Carmen había servido de modelo para su Desnudo en 1930; en 1931 la pareja pierde el hijo que esperaban y en 1935 nace su único hijo. 
Durante estos años pinta y expone con regularidad, nuevamente le acompañan las críticas favorables (en 1930 el Museo de Bellas Artes de Bilbao le compró un lienzo de la serie de Mojácar como consecuencia de las buenas críticas que aparecen en la prensa), a esa labor pictórica une un breve paso por la enseñanza como profesor interino del Instituto de Secundaria de Torrelavega (1932) y no abandona su militancia política que le lleva a presidir la Comisión de Bellas Artes de Santander (1936).

### 1937-1940
Cantabria se encuentra rodeada por las tropas sublevadas desde los primeros meses de la Guerra civil. En diciembre de 1936, preocupado por la seguridad de su familia, se traslada a Celorio, en junio de 1937 vuelve a Santander y, ante el avance de los sublevados, el 9 de agosto embarca con su familia con destino a Francia. El 26 de agosto Santander sería tomada por el ejército rebelde.
Desembarca en Bayona y se instala en Bon Encontre para posteriormente hacerlo en Agen. Los siguientes años, hasta su prematura muerte, los pasará trasladándose de un sitio a otro, intentando vivir de su pintura y carteándose con otros exiliados. Joaquín Sunyer le escribirá: "He pintado y hemos vivido, que es bastante en estos tiempos. El porvenir ¿Qué nos dará? Nos apoyaremos en nuestro país y éste se derrumbará trágico y ensangrentado".
A finales de octubre de 1940 se traslada a Marsella. En 1932 ya tuvo graves problemas de salud que lo mantuvieron al borde de la muerte. El 2 de noviembre le sobreviene una hemiplejía siendo necesario, el día 8, su ingreso en el hospital donde fallece cuatro días después, el 12 de noviembre de 1940. El día siguiente recibió sepultura en el cementerio de Marsella.

## Periodos pictóricos
Escucha Gabi. Mi viaje a América ha aclarado mi situación. Me ha librado de bastantes quebraderos de cabeza y me ha proporcionado una aceptable libertad de movimientos. A trabajar ahora más que nunca con ahinco y extrema sinceridad. Quiero pintar cosas que acaso no gusten, cosas para mi contemplación particular, pero en las que no hay un alarde de condescendencia con nadie. Es un camelo eso de que podemos observar el alma con solo mirar para adentro. No, el alma hemos de apreciarla proyectada en obras, y yo quiero saber como es la mía.
Carta de Ricardo Bernardo a su amigo Gabino Teira tras su regreso de La Habana.

Su pintura, al lógico periodo de formación en el que Bernardo se preocupa de adquirir una buena técnica, en la que es fácil apreciar diversas influencias, le sucedió otro de transformación que coincide con su vuelta de Cuba, en el que de forma consciente y perfectamente intencionada busca un estilo propio, desembocando en su periodo de madurez artística, en el que toda la variedad de temas que toca los acomete con un estilo muy personal.  

### Periodo de formación
Bernardo fue un pintor precoz. Se conservan pinturas suyas ejecutadas a la temprana edad de 12 años. Principalmente, oleos sobre tabla de pequeño formato, copias de cuadros clásicos (cuadros de Ribera, Velázquez, Goya...); pero, también, motivos tomados del natural y numerosos bocetos y apuntes.
En este prolongado periodo puede observarse su preocupación por la composición y el dibujo. En una primera época, en su pintura, abundan los paisajes con una clara influencia de Muñoz Degrain y composiciones costumbristas, advirtiéndose en éstas la influencia de Zuloaga. También, son de esta época sus primeros retratos y composiciones de figuras humanas. 
Su breve estancia en París supone una primera evolución en su obra. Desprendiéndose de influencias anteriores, ahora es Ingres su modelo a seguir. De su influencia conservará el modo de afrontar los retratos y, principalmente, las composiciones de figuras humanas; también, una predilección por los colores suaves acentuada en su periodo de madurez.

### Cuba y periodo de búsqueda
Bernardo preparó con especial interés su primera exposición en Cuba. Encerrado en Ibio, pueblo natal de su madre, y Laredo, dedicó varios meses de concienzudo trabajo. 
Una vez en Cuba, su luz le sorprenderá favorablemente (posteriormente hallará parecidos universos de luz en Ceuta y Mojácar). A la exposición de La Habana le sucede otra en Cienfuegos, acompañadas, ambas, por críticas favorables y numerosos encargos. Fue esta buena acogida de su obra, el nuevo ánimo que le infundió, lo que propició su ulterior evolución. Cuba significó, más que el descubrimiento de una nueva pintura, un estado anímico y una confianza en sí mismo que le llevó a afrontar su futura pintura con mayor libertad.
Vuelve a España decidido a crear una pintura personal y sin concesiones. El proceso es lento, sus primeras exposiciones tras su regreso no alcanzan el éxito y la acogida que tuvieran las anteriores, y son años en los que deberá abrirse camino poco a poco. Su pintura va adquiriendo un mayor expresionismo, los colores se suavizan y la pincelada se suelta.

### Periodo de madurez
Si lo juzgamos a través de los parámetros de Zola ["No se trata de agradar o desagradar; se trata de ser él mismo, demostrar su corazón desnudo y formular enérgicamente una individualidad"], Podemos decir que estamos ante un artista. Ricardo Bernardo muestra su corazón al desnudo y formula enérgicamente su individualidad, corriendo el riesgo con ello de la incomprensión de parte del público que tanto le había alabado.
Esther López Sobrado.

"El material conservado de esta época es un total de casi ochenta obras y múltiples bocetos. Si tenemos en cuenta el descenso de la creación artística, motivado por los años de guerra y exilio, así como por el cúmulo de acontecimientos personales y políticos, que mermaron notablemente su capacidad creativa, podemos calificar el conjunto de obras que conocemos como importante".

## Valoración
La obra de Bernardo, como muchos otros exiliados, permanecería ausente del panorama cultural español hasta que en 1979 el Museo de Bellas Artes de Santander le dedicó una exposición homenaje.
Algunas de sus obras se encuentran desaparecidas o en paradero desconocido; otra gran parte de su obra, dispersa en colecciones particulares; pudiéndose comtemplar una mínima parte de su producción en diversos museos e instituciones: Museo de Bellas Artes de Santander, Museo de Bellas Artes de Bilbao, Museo Nacional Centro de Arte Reina Sofía y el Ateneo de Santander.

## Obra expuesta
- Museo de Bellas Artes de Santander:

Los piteros. 1919. Óleo sobre lienzo, 200 x 135 cm.
Desnudo. 1930. Óleo sobre lienzo, 125 x 85 cm.
Plaza de los Remedios. 1930. Óleo sobre lienzo, 102 x 75 cm.
Retrato de D. Juan Ruano.
- Museo de Bellas Artes de Bilbao:

Mojácar-Almería. 1931. Óleo sobre lienzo, 115,5 x 75 cm.
- Ateneo de Santander:

Teresa. 1929. Óleo sonre lienzo. 180 x 121 cm.
Y tres lienzon más